# Ana Štuhec
Ana Štuhec, slovenska kulturna delavka, * ?.
Je dolgoletna predsednica Slovenskega kulturno-umetniškega društva Triglav v Stuttgartu.

## Odlikovanja in nagrade
Leta 1995 je prejel častni znak svobode Republike Slovenije z naslednjo utemeljitvijo: »za dolgoletno delo in zasluge v dobro Slovencem v Zvezni deželi Baden-Wuertenberg na kulturnem, izobraževalnem, športnem in na drugih področjih ter za povezovanje z matično domovino«.